# Liste der Members des Order of Canada/D
Diese Liste gibt einen Überblick aller Personen, denen die Auszeichnung Member of the Order of Canada verliehen wurde.

## D
1. J. Charles D'Amour
2. Alban D'Amours
3. Sylvia D'Aoust
4. Clarence J. d'Entremont
5. R. Irène d'Entremont
6. Antoine D'Iorio
7. John Robert Dacey
8. Frances H. Dafoe
9. Tony Dagnone
10. Lionel F. Daigle
11. Jacques Dalibard
12. Imelda (Marie-Joseph) Dallaire
13. Michel Dallaire
14. Thérèse Dallaire-Laplante
15. Pierre Daloze
16. Paul-Émilien Dalpé
17. Leslie L. Dan
18. Mary Alice Danaher
19. Ken Danby
20. Mark Harold Danzker
21. Jagannath Prasad Das (2015)
22. Robert Daudelin
23. Raymond Daveluy
24. Alan Garnett Davenport
25. Simone David-Raymond
26. Agnes Boyd Davidson
27. Alexander (Al) Davidson
28. Diana Margaret Davidson
29. Edgar Davidson
30. Robert Davidson
31. True Davidson
32. Adriana A. Davies
33. Michael R. L. Davies
34. Victor Davies (2014)
35. William G. Davies
36. Edgard Amédée Louis Davignon
37. Austin Davis
38. Elizabeth M. Davis
39. Henry F. Davis
40. Mary Morrison Davis
41. Victor Davis
42. Thomas (Tom) Dawe (2011)
43. Andrew A. Dawes
44. Mary Dawson
45. Louis C. Day
46. Shelagh Day (2013)
47. William Lindemere Day
48. Guillermo de Andrea
49. Godefroy de Billy
50. Lorna Vivian de Blicquy
51. Donald de Gagné
52. Nickolas R. de Grandmaison
53. Abraham (Braam) de Klerk
54. Jean-Marie De Koninck
55. Thomas De Koninck
56. Willem B. C. de Lint
57. Armand de Mestral
58. Michael Christian de Pencier
59. Marie-Éva de Villers (2013)
60. Marq de Villiers
61. Charles P. de Volpi
62. Jan de Vries
63. Vic De Zen
64. Stella Jo Dean
65. Laurence G. Decore
66. Michael B. Decter
67. Erica Deichmann Gregg
68. Gérard Delage
69. Arthur W. Delamont
70. Catherine A. (Kiki) Delaney
71. Franklin Delaney (2012)
72. Helen DeLaporte
73. José Delaquerrière
74. Flora M. Dell
75. Edith Della Pergola
76. Jon S. Dellandrea
77. Dominique Demers
78. Hugh A. Dempsey
79. Hayda Denault
80. J.-Raymond Denault
81. John B. Denison
82. Graham W. Dennis
83. Louise Dennys
84. Ivor Dent
85. Ron M. DePauw
86. Bernard Derome
87. René Derouin
88. Lucien Des Marais
89. Andrée Desautels
90. Denise Desautels (2014)
91. Marcel A. Desautels
92. Marcelle Haseneier Deschamps
93. Pierre Deschamps
94. Edmund J. Desjardins
95. Jean Deslauriers (2011)
96. Omer Deslauriers
97. France Chrétien Desmarais (2011)
98. Hélène Desmarais
99. Jacqueline Desmarais
100. Lorraine Desmarais
101. Clémence DesRochers
102. Louis A. Desrochers
103. J.-Réal Desrosiers
104. Nathalie Des Rosiers (2013)
105. Sudarshan Devanesen
106. J. Alphonse Deveau
107. Rita Shelton Deverell
108. L. George Dewar
109. Marion Dewar
110. Vera Elizabeth Dewar
111. Laurie Dexter
112. Julien Déziel
113. Naranjan S. Dhalla
114. Primo I. Di Luca
115. Colin D. diCenzo
116. Beverley Diamond
117. Olive Patricia Dickason
118. Randy Eric Dickinson
119. Terence Dickinson
120. Jennifer Dickson
121. Charles A. Diemer
122. Richard Maurice Dillon
123. William Andrew Dimma
124. James F. Dinning (2015)
125. Henry B. Dinsdale
126. Céline Dion
127. Denys Dion
128. Madeleine Dion Stout (2015)
129. Louis-Philippe Dionne
130. John Herbert Dirks
131. Art Dixon
132. C. Garfield Dixon
133. J. Chalmers Doane
134. Elaine Dobbin (2015)
135. Kildare Dobbs
136. Anthony R. C. Dobell
137. Isabel M. Dobell
138. Peter C. Dobell
139. Mitzi Mildred Steinberg Dobrin
140. Jerzy A. Dobrowolski
141. John W. Dobson
142. Laura Dodson
143. Brian Doherty
144. Catherine Doherty
145. Joseph M. Doherty
146. Maureen Doherty
147. Patrick Doherty
148. Thomas Anthony Dohm
149. Joseph Aubin Doiron
150. Laverna Dollimore
151. Théodore F. Domaradzki
152. François Dompierre (2014)
153. Samuel Donaghey
154. Joan Donald
155. Michel Donato
156. Denise A. Donlon
157. Terrence J. Donnelly (2014)
158. Anthony N. Doob (2014)
159. Morton Doran (2013)
160. Roger A. Dorton
161. Frank Dottori
162. Roger Doucet
163. Ian Douglas
164. James J. Douglas
165. Mary Dover
166. Jack M. Dow
167. Richard G., Sr. Dow
168. Allan Rae Downs
169. Denzil Doyle
170. Francis Patrick Doyle
171. Robert Doyle
172. Arthur B. C. Drache
173. Clare Drake (2013)
174. Glenn Wilson Drinkwater
175. James B. Driscoll
176. Louise Drouin-Savard
177. Murray Dryden
178. Jan Drygala
179. Joseph N.H. Du
180. Beverly Witter Du Gas
181. Angèle Dubeau
182. Bernard Bronislaw Dubienski
183. Jacques Dubois
184. Yvan Dubois
185. Jean-Claude Dubuc
186. Jean-Pierre Dubuc
187. Joseph-Marie Antoine Dubuc
188. Jacques Duchesneau
189. Muriel Duckworth
190. Pierre Y. Ducros
191. Suzanne (Shannie) Duff
192. Angus B. Duffy
193. J. Regis Duffy
194. Julien Dufour
195. F. Gérard Dufresne
196. Calixte Duguay
197. Mathieu Duguay
198. Rodolphe Duguay
199. Richard M. Dumbrille
200. Léonne Dumesnil
201. Daphne E. Dumont (2011)
202. Fred J. Dumont
203. W. Yvon Dumont (2013)
204. William Archibald Dunbar
205. Ronald G. Dunkley
206. Edward Arunah Dunlop
207. Jean-Claude Dupont
208. Renée Dupuis
209. Renée Dupuis Angers
210. Corinne Dupuis-Maillet
211. Diane Lynn Dupuy
212. Flore Durocher-Jutras
213. James (Jim) Durrell
214. Mario Duschenes
215. Rolf Duschenes
216. Jean H. Dussault
217. Henri-Arthur Dutil
218. Marc Dutil (2013)
219. Marcel E. Dutil
220. (N.A.) Mervyn Dutton
221. Monique Duval
222. Ovila Duval
223. Onkar P. Dwivedi
224. Phil Dwyer (2013)
225. Gertrude Dyck
226. Howard Dyck
227. Victor Arnold Dyck
228. John T. Dyment
229. Shirley Dysart